# Ocotitla
Ocotitla är en ort i Mexiko.   Den ligger i kommunen Tlaquilpa och delstaten Veracruz, i den sydöstra delen av landet, 230 km öster om huvudstaden Mexico City. Ocotitla ligger 2 391 meter över havet och antalet invånare är 128.
Terrängen runt Ocotitla är lite bergig, och sluttar österut. Runt Ocotitla är det ganska tätbefolkat, med 93 invånare per kvadratkilometer. Närmaste större samhälle är Zongolica, 15,4 km nordost om Ocotitla. Omgivningarna runt Ocotitla är en mosaik av jordbruksmark och naturlig växtlighet.